# Frankfort, Indiana
Frankfort är en stad (city) i Clinton County, i delstaten Indiana, USA. Enligt United States Census Bureau har staden en folkmängd på 16 365 invånare (2011) och en landarea på 16,3 km². Frankfort är huvudort i Clinton County.

## Kända personer från Frankfort
- Martin A. Morrison, politiker